# Paraclimenaeus dentimanus
Paraclimenaeus dentimanus is een garnalensoort uit de familie van de Palaemonidae. De wetenschappelijke naam van de soort is voor het eerst geldig gepubliceerd in 2008 door Mitsuhashi & Chan.